# Benaulim
Benaulim är en ort i Indien.   Den ligger i distriktet South Goa och delstaten Goa, i den sydvästra delen av landet, 1 500 km söder om huvudstaden New Delhi. Benaulim ligger 19 meter över havet och antalet invånare är 10 224.
Terrängen runt Benaulim är platt. Havet är nära Benaulim västerut. Runt Benaulim är det tätbefolkat, med 881 invånare per kvadratkilometer. Närmaste större samhälle är Madgaon, 3,4 km öster om Benaulim.